# Suhodolnica
Suhodólnica (tudi Suhadolnica) je največji levi pritok Mislinje. Izvira pod Kotnikovim vrhom (1220 m) na razvodju med Mislinjo in Pako, oziroma njenim pritokom Velunjo. Po ozki gozdnati grapi teče kratek čas proti severu, nato se obrne proti vzhodu in nadaljuje tok po ozki grapi Suhodol (tudi Kaštel) do manjše razširitve s kmetijo Suhodolnik, kjer se ji pridruži desni pritok Razborca. Nekoliko niže ponovno vstopi v ožjo grapo, nato se nad Podgorjem začne dolina počasi odpirati. V Podgorju dobi z desne pritok Jenino, se obrne proti severu in teče po široki dolini ob robu visoke terase Dobrova po zahodnem delu Mislinjske doline. Z leve se ji pridruži pritok Radušnica, nato teče skozi Stari trg in Slovenj Gradec, kjer dobi z desne še zadnji pritok Homšnico, pod mestom pa se izliva v Mislinjo.
Za potok se uporabljata dve imeni, Suhodolnica in Suhadolnica, a ker priteka iz ozke doline Suhodol, je prvo verjetno ustreznejše. Na državnih topografskih kartih v merilu 1 : 25.000 in 1 : 50.000 je navedeno ime Suhodolnica, prav tako na temeljnem topografskem načrtu v merilu 1 : 5000 in v Velikem atlasu Slovenije. Tudi na obeh starejših jugoslovanskih vojaških topografskih kartah v merilu 1 : 25.000 in 1 : 50.000 se potok imenuje Suhodolnica.
V geografski literaturi se ime potoka večinoma pojavlja kot Suhodolnica (npr. ), medtem ko domačin Ivan Gams dosledno uporablja ime Suhadolnica (npr.  Enako ime ima potok tudi v starejšem Krajevnem leksikonu Slovenije. Na starih avstrijskih vojaških zemljevidih je ime potoka zapisano v treh oblikah: Bach Suhadonka ter Sohodol B.(ach) in Suchodol B.(ach).
Dolina Suhodolnice ima tri različne dele, kar je posledica različne kamninske podlage. Zgornji del porečja in doline je v triasnem apnencu in dolomitu, zato je dolina večinoma ozka s strmimi pobočji, zlasti na južni strani doline so v dolomitu številne kratke in ozke grape. Najožji del doline je soteska Suhodol v zelo čistih apnencih, kjer potok izgublja vodo v prepustno podlago in pogosto presahne (od tod ime Suhodol). Dober kilometer pod Suhodolnikom prestopi potok na manj odporne ivniške plasti iz srednjega miocena in v njih se dolina odpre, pobočja postanejo manj strma, v dnu doline se pojavi sprva ozka naplavna ravnica. Pri Podgorju se dolina odpre v Mislinjsko dolino; tu je potok zaradi zmanjšanja strmca nasul položen prodni vršaj, ki visi proti severu, na njem pa stoji vas Podgorje. Od tu naprej teče Suhodolnica po ok. 300 m široki naplavni ravnici, ki se zoži šele pri Starem trgu. Tu se potok primakne na vzhodni rob naplavne ravnice, kamor naj bi ga speljali v srednjem veku, da je tekel v vodni jarek tik pod mestnim obzidjem Slovenj Gradca.
Suhodolnica je večino časa razmeroma majhen, prijazen potok s povprečnim pretokom 1,27 m3/s (vodomerna postaja Stari trg I, obdobje 1989–2018). Za razliko od Mislinje ima alpski dežno-snežni režim s prvim viškom v jesenskem času (povprečni pretok v novembru 2,13 m3/s) in drugim v marcu (1,35 m3/s) ter najnižjim pretokom v mesecu avgustu (0,95 m3/s).
Prijazen potok se lahko ob močnih padavinah hitro spremeni v grozeči hudournik, kar se je v zadnjih desetletjih zgodilo nekajkrat. Največji zabeleženi pretoki na vodomerni postaji Stari trg I (podatki so za obdobje 1989–2018) so znašali 92,5 m3/s (5. novembra 2012), 70,8 m3/s (1. novembra 1990) in 70,7 m3/s (19. septembra 2010).
Zgornji del doline je močno opustošilo silovito neurje 21. junija 1961, ko je na padavinski postaji v Zgornjem Razborju v eni uri padlo 65 mm dežja in toče. Suhodolnica je v zgornjem toku narasla za 3,5 m in opustošila celotno dolino. Deroča voda je na več mestih odnesla cesto, rušila bregove ter odnesla več mlinov, žag in manjših gospodarskih poslopij, dolino so z vseh strani zasuli tudi sicer drobni pritoki iz stranskih grap. Večji del tega plavja je nasula v srednjem delu doline nad Podgorjem, v spodnjem delu doline so bili poplavljeni samo najnižji deli ob potoku.
Kratkotrajna hudourniška poplava kot posledica 'utrganja oblaka' nad hribovjem južno od Uršlje gore 9. avgusta 1995 je ponovno razdejala zgornji del doline, niže od Podgorja zaradi kratkotrajnosti ni segala. V kratkem času je padlo ok. 120 mm dežja, narasla Suhodolnica pa je med drugim povsem uničila cesto po zgornjem delu doline in raztrgala vodovodno napeljavo pri zajetjih v Suhodolu, tako da je bilo mesto Slovenj Gradec pet dni brez vode. Na izjemnost dogodka kaže tudi podatek o specifičnem odtoku, ki je ob ujmi znašal kar 2857 l/s/km2, kar je 115-krat več kot v dolgoletnem povprečju (24,8 l/s/km2).
Ob hudi poplavi 1. novembra 1990 so v Starem trgu izmerili drugi največji pretok Suhodolnice doslej. Hudournik je spet najbolj razdejal zgornji del doline, poplavilo je tudi industrijsko cono na levem bregu Suhodolnice med Starim trgom in Slovenj Gradcem. Ob zadnji poplavi (5. novembra 2010) posledice v zgornjem delu doline niso bile tako katastrofalne, se je pa Suhodolnica na široko razlila po spodnjem delu doline ter poplavila številne hiše v Podgorju, Starem trgu in Slovenj Gradcu, vključno z industrijsko cono.
V zgornjem in srednjem toku, do iznad Podgorja, teče Suhodolnica po bolj ali manj naravni strugi, v zgornjem toku izdelani v živoskalni podlagi, dolvodno v lastnih prodnih nanosih. V zgornjem delu teče po gozdu, niže ima skoraj v celoti naravne brežine, obrasle z obvodnim grmovjem in drevjem. V strugi so na več mestih nizke pregrade, s katerimi poskušajo upočasniti hudourniške vode in prenos naplavin. Skozi Podgorje in naprej proti izlivu so potok že pred desetletji regulirali, a so brežine delno zaraščene z nizkim grmovjem in dajejo videz vsaj približno naravnega vodotoka. Zadnji odsek, od Starega trga do izliva, je najbolj preoblikovan, brežine so utrjene s skalami, malo poraščene, v strugi so nizke protierozijske pregrade. Ta spodnji del struge so po poplavah novembra 2012 poglobili in razširili, tako da bi bila zmožna prevajati tudi stoletne vode, kakršne so zabeležili ob takratnih poplavah.
Zgornji del doline do Suhodolnika je neposeljen, niže so v dolinskem dnu le posamezne domačije. V Podgorju in naprej po dolini so številne stavbe, tudi novejše stanovanjske hiše, kljub poplavni nevarnosti postavljene tik ob strugo potoka. Podobno je v Starem trgu in Slovenj Gradcu, kjer so v poplavnem območju ob potoku številni industrijski objekti in tudi stanovanjske hiše.
Suhodolnica je bila v preteklosti pomemben energijski vir, saj so ob njej delovale številne žage in mlini, od katerih so nekateri delovali še po drugi svetovni vojni, močno pa jih je prizadela poplavna ujma junija 1961 (mdr. Grabnarjev mlin in žaga, Strmški mlin in žaga, Maričev mlin in žaga, Vrbanova žaga, Starotrški mlin). V zgornjem delu doline Suhodolnice sta dve manjši hidroelektrarni, v soteski Suhodol je več izdatnih zajetij pitne vode, iz katerih se oskrbuje velik del mestne občine Slovenj Gradec.
Od domačije Suhodolnik pelje skozi sotesko Suhodol (Kaštel) gozdno-turistična pot Plešivec proti vrhu Uršlje gore, v zgornjem delu doline tudi mimo obnovljenega Plešivškega mlina.
Zgornji del porečja Suhodolnice je vključen v varovano območje Natura 2000 (Razbor), predvsem zaradi ohranjanja travnikov in pašnikov na pobočjih, ki so ogroženi zaradi opuščanja kmetijstva, in struge Suhodolnice, ki je mdr. življenjski prostor raka navadnega koščaka (Austropotamobius torrentium). V dobro ohranjeni strugi potoka nad Podgorjem so drstišča potočne postrvi (Salmo trutta) in lipana (Thymallus thymallus). Z ribjim življem v potoku upravlja Ribiška družina Koroška.